# Anoplosiagum versicolor
Anoplosiagum versicolor är en skalbaggsart som beskrevs av Hermann Burmeister 1855. Anoplosiagum versicolor ingår i släktet Anoplosiagum och familjen Melolonthidae. Inga underarter finns listade i Catalogue of Life.